# Le fanciulle delle follie
Le fanciulle delle follie (Ziegfeld Girl) è un film del 1941 diretto da Robert Z. Leonard e da Busby Berkeley che curò la regia dei numeri musicali.
Attraverso la storia di tre giovani donne, viene raccontata la vita dietro le quinte della rivista più famosa di Broadway.
Il film è una sorta di remake di Sally, Irene and Mary, un film del 1925 di Edmund Goulding, interpretato da Constance Bennett (Sally), Joan Crawford (Irene), Sally O'Neil (Mary).

## Trama
Florenz Ziegfeld mette in scena come ogni anno la sua famosa rivista, le Ziegfeld Follies e, come ogni anno, è alla ricerca di nuovi talenti. Tra le altre, vengono assunte tre giovani ragazze: una splendida bellezza europea, una piccante bellezza americana senza esperienza artistica e una ragazzina indiavolata che proviene dalla dura scuola del vaudeville, figlia d'arte. Le tre ragazze si troveranno a dover fare i conti con il mondo di Broadway, scoprendo che non è tutto oro quel che luccica.

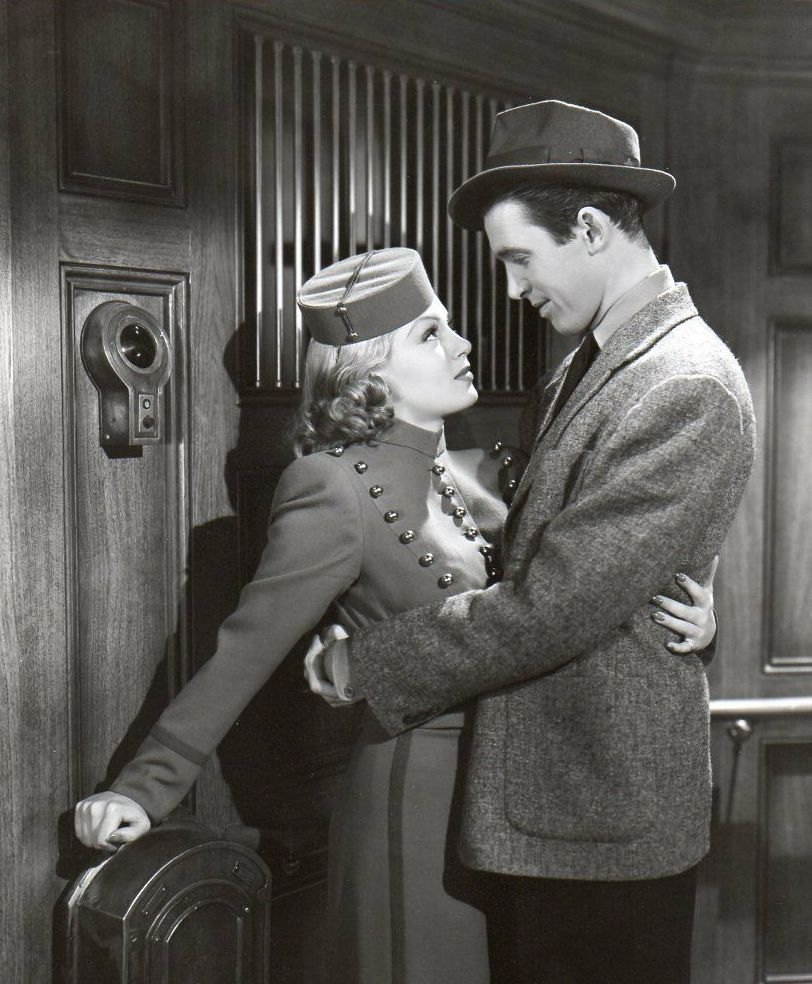
Lana Turner e James Stewart in una scena del film

La bella bruna finirà per rinunciare al mondo della rivista per amore del marito, un virtuoso del violino. La bionda americana rimarrà stritolata dal miraggio del lusso di Park Avenue: sulla china dell'alcolismo, verrà lasciata anche dal suo ragazzo. L'unica che farà carriera, sarà la ragazzina che dimostrerà che anche per scendere le scale di Ziegfeld bisogna aver talento e non è necessario essere bellissime.

## Produzione
Prodotto dalle società Loew's e Metro-Goldwyn-Mayer (MGM).

## Numeri Musicali
1. "Overture" – suonata dall'orchestra e cantata dal Coro
2. "Laugh? I Thought I'd Split My Sides" (musica e testo di Roger Edens) – cantata e ballata da Judy Garland e Charles Winninger
3. "You Stepped Out of a Dream" (musica di Nacio Herb Brown, testo di Gus Kahn) – cantata da Tony Martin e dal Coro
4. "I'm Always Chasing Rainbows" (musica di Harry Carroll, testo di Joseph McCarth) – cantata da Judy Garland
5. "Caribbean Love Song" (musica di Edens, testo di Ralph Freed) – cantata da Tony Martin e dal Coro
6. "Minnie from Trinidad" (Edens) – cantata dal Coro e danzata da Antonio e Rosario, poi cantata e ballata da Judy Garland e dal Coro
7. "Mister Gallagher and Mister Shean" – eseguita da Charles Winninger e Al Shean
8. "Ziegfeld Girls/You Gotta Pull Strings" (Edens) – cantata da Judy Garland e dal Coro
9. "You Stepped Out of a Dream (reprise)" – cantata da Tony Martin
10. "You Never Looked So Beautiful" (musica di Walter Donaldson, testo di Harold Adamson) – cantata da Judy Garland e dal Coro

## Distribuzione
Il film fu distribuito nel 1941 dalla Metro-Goldwyn-Mayer (MGM).

### Data di uscita

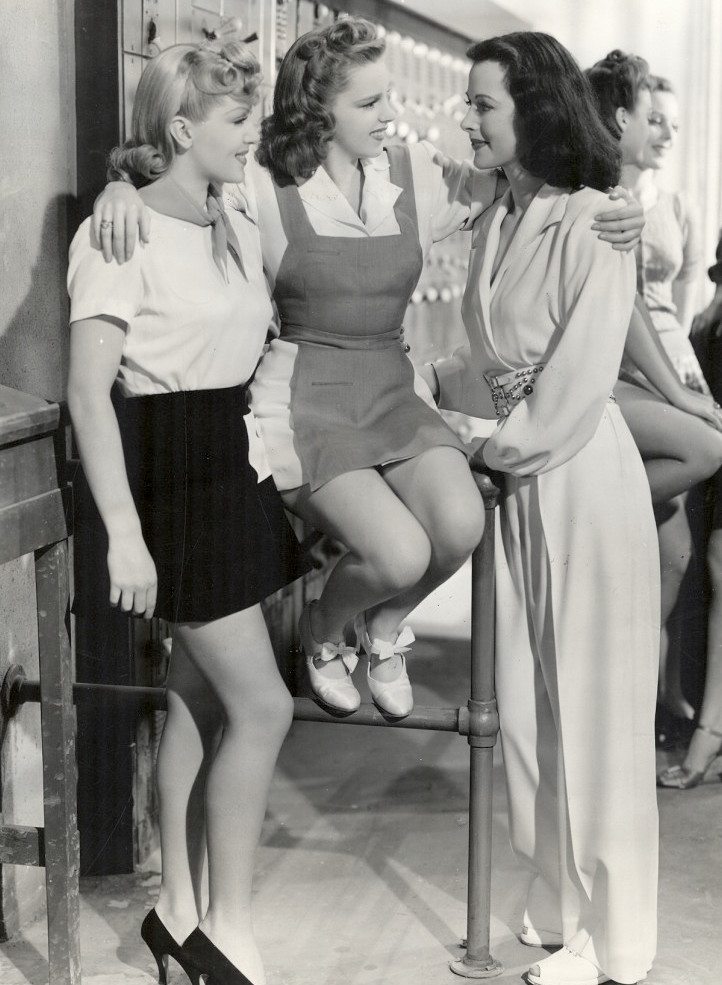
Lana Turner, Judy Garland e Hedy Lamarr in una foto di studio

Il film venne distribuito in varie nazioni, fra cui:
- Stati Uniti d'America, Ziegfeld Girl  25 aprile 1941
- Svezia, Ziegfeldflickan 20 ottobre 1941
- Finlandia, Revyytyttö 29 marzo 1942
- Francia, Les danseuses des Folies Ziegfeld 20 marzo 1946
- Austria, Ziegfeld Girl 21 febbraio 1947
- Germania, Mädchen im Rampenlicht 1º aprile 1947
- Giappone, 15 luglio 1947
- Italia, Le fanciulle delle follie 8 maggio 1948

### Accoglienza

#### Critica
Il film è nato dall'idea di proporre attraverso la storia della carriera di tre ragazze, con ritmo serrato il mondo della rivista di Florenz Ziegfeld, ma con modesti risultati, e nulla dei tanti pregi come la coreografia o la bravura degli interpreti riesce a salvare la pellicola.

#### Incassi
Secondo gli archivi della MGM, il film guadagnò 1.891.000 dollari in Nord America e 1.210.000 nel resto del mondo, generando un profitto di 532.000 dollari.

### Edizione italiana

#### Doppiaggio
Il film fu doppiato nel 1944, per la prima uscita sugli schermi italiani, negli Stati Uniti, da attori italoamericani e italiani che si erano trasferiti negli Stati Uniti in quel periodo, tra cui Augusto Galli e sua moglie Rosina Galli.